# Utkino (rejon wołogodzki)
Utkino (ros. Уткино) – osiedle w Rosji, w obwodzie wołogodzkim, w rejonie wołogodzkim. W 2010 liczyło 697 mieszkańców.